# Ogi (mythologie basque)

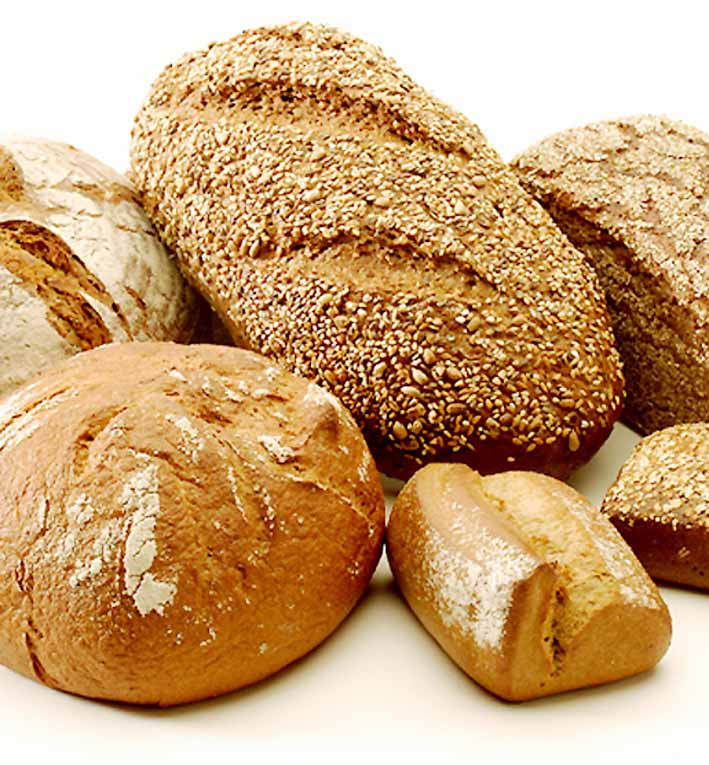
Différentes sortes de pain.

Ogi désigne le pain en basque. Au Pays basque, le pain est en rapport avec divers mythes, ainsi celui de la femme qui fut remerciée par un cadeau pour l'assistance qu'elle apporte comme le fait toute bonne voisine. On retrouve très souvent ce genre de cadeaux de pain blanc donné par les Laminak.

## Culture
Dans certaines circonstances, on a considéré que le pain avait des vertus mystiques. Parfois il a été entouré d'attentions spéciales, superstitieuses ou religieuses. Plus généralement, on connait le dialogue  entre les pains de blé et de maïs :
Ezta garia bezelako belarrik (« il n'y a pas d'herbe comme le blé ») dit le pain de blé.
Ni naizan lekuan ez da goserik (« on ne connaît pas la faim là où je suis ») répondit la méture.
En principe, on cuit les pains de blé, de maïs et de seigle dans les fours. Cependant les galettes de maïs (sous le nom de talo en général ou pastetx en Soule) sont grillées dans la cheminée avec un gril en fer de forme spécifique. Parfois, ces galettes sont fourrées au fromage. Elles portent alors le nom de marrakuku ou marukuku.
De même, on fait des petits pains avec de la pâte à pain de farine, on les cuit dans la braise, sous la cendre. On cuit également les pains sous les braises du foyer, dans des sortes de petites casseroles fermées avec un couvercle métallique.
Les lundis et samedis sont des jours réputés les plus propices pour faire le pain. Le jour de la sainte Agathe, nulle part on ne fait de pain ou de lessive.
Dans divers villages biscaïens, guipuscoans et alavais, on attribue des vertus particulières au pain laissé sur la table durant la nuit de Noël. Dans certains d'entre eux on a pour habitude de toucher les quatre coins de la table avec ce pain, on le met alors au centre et les convives l'embrassent. Puis on le conserve à la maison l'année entière, on dit qu'il ne moisit pas. On le considère comme un remède préventif et curatif contre la rage. On dit qu'il peut apaiser la mer démontée si on l'y jette dedans à temps. Il peut aussi maintenir dans son lit une rivière sortie de son cours. Il peut éviter une chute de grêle si on le lance en l'air durant la tempête.
On attribue au pain du mendiant la faculté de faciliter le parler des enfants attardés dans ce domaine. Le pain fait l'objet de plusieurs pratiques. Ainsi, on a pris l'habitude d'embrasser le pain que l'on va donner à un mendiant. On ne doit pas laisser un couteau planté dans le pain, on ne doit pas poser le pain à l'envers car ceci cause de la peine aux âmes des défunts, on doit ramasser à la main le pain tombé par terre sans l'aide d'aucun instrument, l'embrasser ou le montrer au feu de la cheminée et le manger.
Dans d'autres cas et divers endroits, on a donné aux pratiques précédentes un sens chrétien en bénissant le pain ou bien en le transformant en symbole chrétien. On dit ainsi que le pain de la saint Blaise, comme tout pain bénit, ne moisit jamais. Que le chien ou le chat qui le mangent n'attrapent pas la rage. Que le pain de Pâques s'offre aux filleuls, il ne moisit pas, il tue chien et chat qui le mangent, il faut le jeter dans l'eau où une personne s'est noyée. De même, le pain bénit le jour suivant la fête de la Chandeleur ne moisit pas pendant l'année. Le chien qui, atteint de la rage, mange le pain bénit, ne mord personne ou bien mourra rapidement. On conserve dans le foyer le pain  dans l'église le jour de la sainte Agathe afin de préserver la maison de l'incendie.
Il y a peu de temps encore, dans les enterrements, une jeune femme, une voisine du défunt, portait dans le cortège funèbre un panier rempli de pains sur sa tête. Elle le posait ensuite sur la sépulture ou le jarleku de la maison. De tels pains (olatak, petits pains bénits en basque) présentaient trois protubérances pointues, parfois quatre, semblables à des swastikas ou à des triskèles. Cette pratique qui consiste à offrir des pains dans l'église à l'occasion des obsèques laisse à penser qu'ils servent à nourrir les morts.

## Étymologie
Ogi, « pain », se prononce ogui et non ogi. De même, J se prononce I (en dehors de la Soule ou le J se prononce J) : ex. : jarleku se prononce iarlékou.
Zizelu (prononcer cicélou) est une sorte de canapé sur le même plan mais pour 2 ou 3 personnes. En bois, il est d'une construction rectiligne, et de peu de confort. Côté espagnol, il peut être très chargé en ornementation.[pas clair]